# Typhlotanais penicillatus
Typhlotanais penicillatus är en kräftdjursart som beskrevs av Georg Ossian Sars 1882. Enligt Catalogue of Life ingår Typhlotanais penicillatus i släktet Typhlotanais och familjen Nototanaidae, men enligt Dyntaxa är tillhörigheten istället släktet Typhlotanais och familjen Typhlotanaidae. Arten är reproducerande i Sverige. Inga underarter finns listade i Catalogue of Life.